# Elección para gobernador de Nevada de 2022
La elección para gobernador de Nevada de 2022 se llevó a cabo el 8 de noviembre de ese año. El gobernador titular demócrata, Steve Sisolak, se postuló para un segundo mandato. Sin embargo, fue derrotado por el republicano Joe Lombardo.

## Primaria republicana

### Candidatos declarados
- Seven Achilles Evans.
- Gary Evertsen.
- Joey Gilbert.[2]
- Eddie Hamilton.
- Thomas Heck.[3]
- Dean Heller.[4]
- John Jay Lee.[5][6]
- Joe Lombardo.[7]
- Stan Lusak.
- Edward O'Brien.
- Guy Nohra.[8]
- Fred J. Simon.[9]
- William Walls.
- Amber Whitley.
- Barak Zilberg.[10]

### Resultados
| Candidatos                           | Votos   | %    |
| ------------------------------------ | ------- | ---- |
|                                      | Votos   | %    |
| Joe Lombardo                         | 77,319  | 38,3 |
| Joey Gilbert                         | 54,676  | 27,1 |
| Dean Heller                          | 28,510  | 14,1 |
| John J. Lee                          | 16,160  | 8,0  |
| Guy Nohra                            | 7,364   | 3,6  |
| Fred J. Simon                        | 5,825   | 2,9  |
| Thomas Heck                          | 3,845   | 1,9  |
| Ninguno                              | 3,635   | 1,8  |
| Eddie Hamilton                       | 1,160   | 0,6  |
| Amber Whitley                        | 1,106   | 0,5  |
| William Walls                        | 653     | 0,3  |
| Gary Evertsen                        | 497     | 0,3  |
| Seven A. Evans                       | 424     | 0,2  |
| Edward O'Brien                       | 397     | 0,2  |
| Barak Zilberberg                     | 308     | 0,1  |
| Stan Lusak                           | 208     | 0,1  |
|                                      |         |      |
| Total                                | 202,087 | 100  |
|                                      |         |      |
| Fuente: Secretary of State of Nevada |         |      |

## Primaria demócrata

### Candidatos declarados
- Tom Collins.[11]
- Steve Sisolak, gobernador en funciones.

### Resultados
| Candidatos                           | Votos   | %    |
| ------------------------------------ | ------- | ---- |
|                                      | Votos   | %    |
| Steve Sisolak                        | 131,028 | 89,3 |
| Tom Collins                          | 10,370  | 7,1  |
| Ninguno                              | 5,356   | 3,6  |
|                                      |         |      |
| Total                                | 146,754 | 100  |
|                                      |         |      |
| Fuente: Secretary of State of Nevada |         |      |

## Encuestas
| Fuente                 | Fecha                                 | Tamaño | Lombardo (R) | Sisolak (D) | Otros | Indecisos |
| ---------------------- | ------------------------------------- | ------ | ------------ | ----------- | ----- | --------- |
| Echelon Insights       | 24-26 de octubre de 2022              | 500    | 48%          | 45%         | -     | -         |
| Trafalgar Group        | 23-25 de octubre de 2022              | 1100   | 51%          | 44%         | 3%    | -         |
| InsiderAdvantage       | 20 de octubre de 2022                 | 550    | 48%          | 43%         | 4%    | 5%        |
| YouGov                 | 14-19 de octubre de 2022              | 1057   | 48%          | 48%         | -     | -         |
| USA Today              | 4-7 de octubre de 2022                | 500    | 44%          | 43%         | 6%    | 7%        |
| CNN                    | 26 de septiembre-2 de octubre de 2022 | 828    | 48%          | 46%         | 6%    | -         |
| OH Predictive Insights | 20-29 de septiembre de 2022           | 741    | 45%          | 42%         | 8%    | 5%        |
| The Trafalgar Group    | 17-20 de septiembre de 2022           | 1086   | 48%          | 45%         | 5%    | 3%        |
| Data for Progress      | 14-19 de septiembre de 2022           | 874    | 45%          | 45%         | 7%    | 3%        |
| The Trafalgar Group    | 15-18 de agosto de 2022               | 1082   | 46%          | 44%         | 4%    | 6%        |
| Emerson College        | 7-10 de julio de 2022                 | 2000   | 40%          | 44%         | 9%    | 7%        |
| Change Research        | 24-27 de junio de 2022                | 701    | 43%          | 46%         | -     | 11%       |
| WPA Intelligence       | 4-6 de junio de 2022                  | 502    | 48%          | 47%         | -     | -         |
| Suffolk University     | 2-6 de abril de 2022                  | 500    | 39%          | 37%         | 6%    | 18%       |
| Blueprint Polling      | 21-24 de marzo de 2022                | 671    | 43%          | 40%         | -     | 17%       |
| OH Predictive Insights | 19-26 de enero de 2022                | 755    | 48%          | 52%         | -     | -         |
| Impact Research        | 1-7 de diciembre de 2021              | 800    | 45%          | 47%         | -     | 8%        |
| OnMessage Inc.         | 16-18 de noviembre de 2021            | 600    | 51%          | 41%         | -     | 8%        |
| The Mellman Group      | 15-22 de septiembre de 2021           | 600    | 44%          | 45%         | 3%    | 8%        |

## Resultados

### Generales
| Elección para gobernador de Nevada 2022 | Elección para gobernador de Nevada 2022 | Elección para gobernador de Nevada 2022 | Elección para gobernador de Nevada 2022 | Elección para gobernador de Nevada 2022 |
| Partido                                 | Partido                                 | Candidato                               | Votos                                   | %                                       |
| --------------------------------------- | --------------------------------------- | --------------------------------------- | --------------------------------------- | --------------------------------------- |
|                                         | Republicano                             | Joe Lombardo                            | 497,377                                 | 48,81                                   |
|                                         | Demócrata                               | Steve Sisolak                           | 481,991                                 | 47,30                                   |
|                                         | Libertario                              | Brandon Davis                           | 14,919                                  | 1,46                                    |
|                                         | Americano Independiente                 | Ed Bridges                              | 9,918                                   | 0,97                                    |
| Ninguno                                 | Ninguno                                 | Ninguno                                 | 14,866                                  | 1,46                                    |
|                                         |                                         |                                         |                                         |                                         |
| Total                                   | Total                                   | Total                                   | 1,019,071                               | 100                                     |
|                                         |                                         |                                         |                                         |                                         |
| Fuente: Nevada Secretary of State       |                                         |                                         |                                         |                                         |

### Por condado
| Condado    | Lombardo (R) | Lombardo (R) | Sisolak (D) | Sisolak (D) | Davis (L) | Davis (L) | Bridges (IAPN) | Bridges (IAPN) | Ninguno | Ninguno | Total     |       |        |
| Condado    | Votos        | %            | Votos       | %           | Votos     | %         | Votos          | %              | Ninguno | Ninguno | Total     | Votos | %      |
| ---------- | ------------ | ------------ | ----------- | ----------- | --------- | --------- | -------------- | -------------- | ------- | ------- | --------- | ----- | ------ |
| Condado    | Carson City  | 12,721       | 53,75       | 9,822       | 41,50     | 402       | 1,70           | 292            | 1,23    | 428     | Total     | 1,81  | 23,665 |
| Churchill  | 7,020        | 71,16        | 2,223       | 22,53       | 198       | 2,01      | 177            | 1,79           | 247     | 2,50    | 9,865     |       |        |
| Clark      | 308,760      | 45,38        | 347,397     | 51,06       | 9,257     | 1,36      | 5,768          | 0,85           | 9,173   | 1,35    | 680,355   |       |        |
| Douglas    | 19,070       | 65,41        | 9,014       | 30,92       | 382       | 1,31      | 249            | 0,85           | 439     | 1,51    | 29,154    |       |        |
| Elko       | 12,173       | 75,22        | 2,923       | 18,06       | 369       | 2,28      | 375            | 2,32           | 343     | 2,12    | 16,183    |       |        |
| Esmeralda  | 338          | 74,61        | 64          | 14,13       | 11        | 2,43      | 18             | 3,97           | 22      | 4,86    | 453       |       |        |
| Eureka     | 681          | 87,08        | 61          | 7,80        | 8         | 1,02      | 18             | 2,30           | 14      | 1,79    | 782       |       |        |
| Humboldt   | 4,488        | 73,47        | 1,201       | 19,66       | 151       | 2,47      | 110            | 1,80           | 159     | 2,60    | 6,109     |       |        |
| Lander     | 1,678        | 76,00        | 316         | 14,31       | 79        | 3,58      | 61             | 2,76           | 74      | 3,35    | 2,208     |       |        |
| Lincoln    | 1,710        | 79,17        | 264         | 12,22       | 55        | 2,55      | 61             | 2,82           | 70      | 3,24    | 2,160     |       |        |
| Lyon       | 16,338       | 69,23        | 5,960       | 25,25       | 472       | 2,00      | 353            | 1,50           | 478     | 2,03    | 23,601    |       |        |
| Mineral    | 1,138        | 60,12        | 613         | 32,38       | 32        | 1,69      | 41             | 2,17           | 69      | 3,65    | 1,893     |       |        |
| Nye        | 13,824       | 66,41        | 5,813       | 27,93       | 368       | 1,77      | 402            | 1,93           | 408     | 1,96    | 20,815    |       |        |
| Pershing   | 1,286        | 72,49        | 384         | 21,65       | 26        | 1,47      | 33             | 1,86           | 45      | 2,54    | 1,774     |       |        |
| Storey     | 1,748        | 68,23        | 678         | 26,46       | 49        | 1,91      | 41             | 1,60           | 46      | 1,80    | 2,562     |       |        |
| Washoe     | 91,862       | 47,34        | 94,646      | 48,78       | 2,982     | 1,54      | 1,824          | 0,94           | 2,728   | 1,41    | 194,042   |       |        |
| White Pine | 2,542        | 73,68        | 612         | 17,74       | 78        | 2,26      | 95             | 2,75           | 123     | 3,57    | 3,450     |       |        |
|            |              |              |             |             |           |           |                |                |         |         |           |       |        |
| Total      | 497,377      | 48,81        | 481,991     | 47,30       | 14,919    | 1,46      | 9,918          | 0,97           | 14,866  | 1,46    | 1,019,071 |       |        |